# Campionati europei di atletica leggera 2024 - Staffetta 4×100 metri maschile
La specialità della staffetta 4×100 metri maschile dei campionati europei di atletica leggera 2024 si svolge tra il 11 e il 12 giugno allo Stadio Olimpico di Roma, in Italia.

## Podio

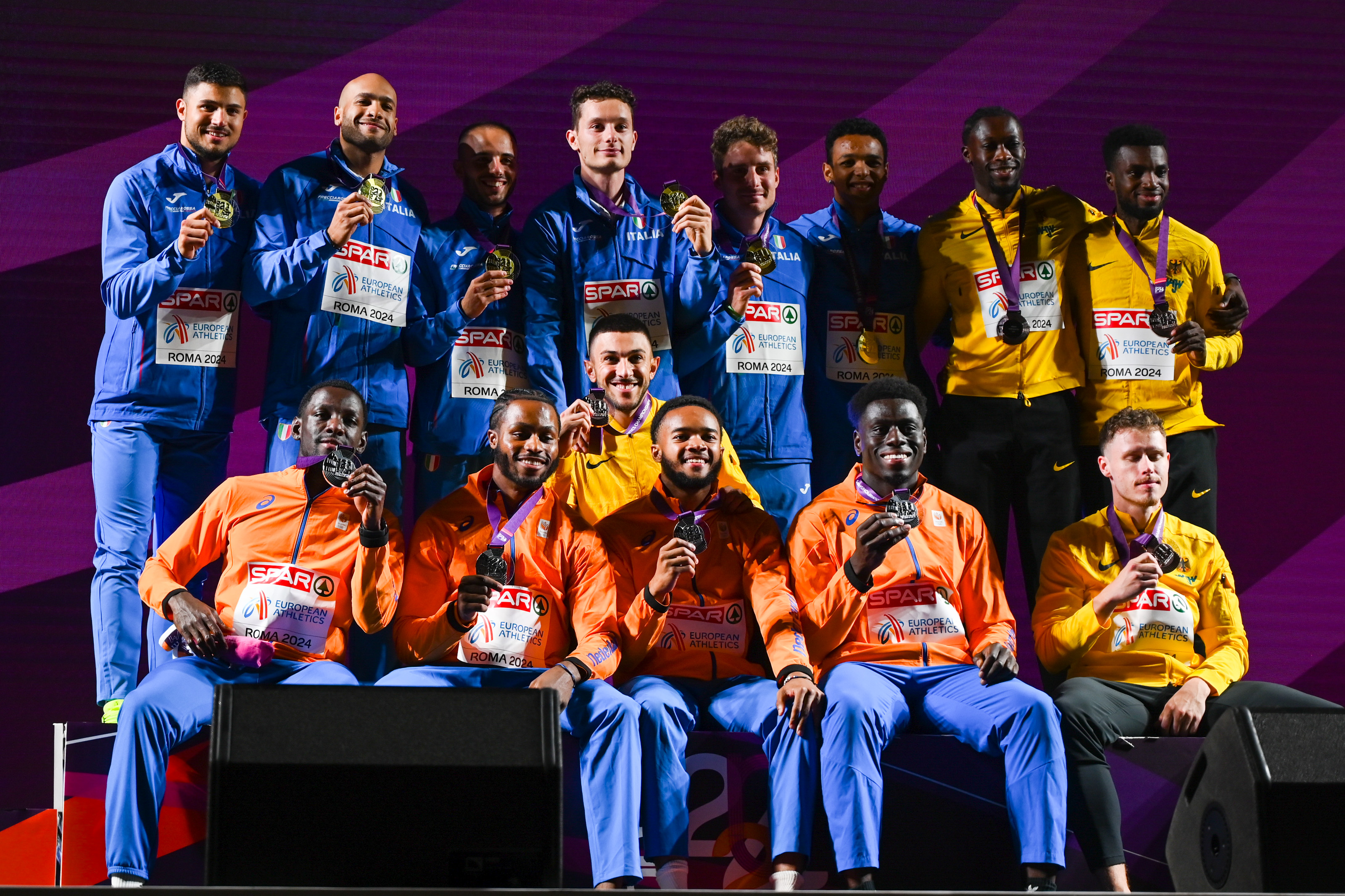
Il podio

| Pos.    | Nazione     | Atleti                                                               | Tempo | Note                                   |
| ------- | ----------- | -------------------------------------------------------------------- | ----- | -------------------------------------- |
| Oro     | Italia      | Matteo Melluzzo, Lamont Marcell Jacobs, Lorenzo Patta, Filippo Tortu | 37"82 | Miglior prestazione europea stagionale |
| Argento | Paesi Bassi | Elvis Afrifa, Taymir Burnet, Xavi Mo-Ajok, Nsikak Ekpo               | 38"46 |                                        |
| Bronzo  | Germania    | Kevin Kranz, Owen Ansah, Deniz Almas, Lucas Ansah-Peprah             | 38"52 |                                        |

## Situazione pre-gara

### Record
Prima di questa competizione, il record del mondo (RM), il record europeo (EU) e il record dei campionati (RC) erano i seguenti.
| Record                | Tempo | Nazione                                              | Data                                       | Competizione   |
| --------------------- | ----- | ---------------------------------------------------- | ------------------------------------------ | -------------- |
| Record mondiale       | 36"84 | Giamaica (Carter, Frater, Blake, Bolt)               | 11 agosto 2012 Londra, Regno Unito         | Olimpiadi 2012 |
| Record europeo        | 37"36 | Regno Unito (Gemili, Hughes, Kilty, Mitchell-Blake)  | 5 ottobre 2019 Doha, Qatar                 | Mondiali 2019  |
| Record dei campionati | 37"67 | Gran Bretagna (Azu, Hughes, Efoloko, Mitchell-Blake) | 21 agosto 2022 Monaco di Baviera, Germania | Europei 2022   |

### Squadra campione in carica
La squadra dei campioni europei in carica era:
| Campione | Nazione                                              | Tempo | Data                                       | Competizione |
| -------- | ---------------------------------------------------- | ----- | ------------------------------------------ | ------------ |
| Europeo  | Gran Bretagna (Azu, Hughes, Efoloko, Mitchell-Blake) | 37"67 | 21 agosto 2022 Monaco di Baviera, Germania | Europei 2022 |

### La stagione
Prima di questa gara, le squadre europee con le migliori tre prestazioni dell'anno erano:
| Pos. | Nazione                                        | Tempo | Data                               |
| ---- | ---------------------------------------------- | ----- | ---------------------------------- |
| 1    | Italia (Rigali, Jacobs, Patta, Tortu)          | 37"83 | 4 maggio 2024 Nassau, Bahamas      |
| 2    | Paesi Bassi (Mo-Ajok, Brunet, Paulina, Adigia) | 38"09 | 28 aprile 2024 Willemstad, Curacao |
| 3    | Francia (Zeze, Erius, Mateo, Priam)            | 37"99 | 4 maggio 2024 Nassau, Bahamas      |

## Risultati

### Batterie
Le batterie si sono corse a partire dalle ore 12:09 dell'11 giugno. Le primi 3 di ogni batteria (Q) e i 2 migliori tempi tra le escluse (q) si qualificano alla finale.

#### Batteria 1
| Posizione | Corsia | Nazione       | Atleti                                                                                           | Tempo | Note |
| --------- | ------ | ------------- | ------------------------------------------------------------------------------------------------ | ----- | ---- |
| 1         | 5      | Germania      | Kevin Kranz, Owen Ansah, Deniz Almas, Lucas Ansah-Peprah                                         | 38"43 | Q    |
| 2         | 9      | Belgio        | Kobe Vleminckx, Ward Merckx, Antoine Snyders, Simon Verherstraeten                               | 38"55 | Q    |
| 3         | 7      | Polonia       | Marek Zakrzewski, Oliwer Wdowik, Łukasz Żak, Dominik Kopeć                                       | 38"67 | Q    |
| 4         | 4      | Svizzera      | Pascal Mancini, Felix Svensson, Bradley Lestrade, Timothé Mumenthaler                            | 38"70 | q    |
| 5         | 2      | Danimarca     | Rasmus Thornbjerg Klausen, Emil Mader Kjær, Jacob Hvorup, Simon Hansen                           | 39"10 | q    |
| 6         | 6      | Grecia        | Vasileios Myrianthopoulos, Nikolaos Panagiotopoulos, Sotirios Gkaragkanis, Ioannis Nyfantopoulos | 39"13 |      |
| 7         | 3      | Irlanda       | Toluwabori Akinola, Mark Smyth, Colin Doyle, Israel Olatunde                                     | 39"34 |      |
| 8         | 8      | Gran Bretagna | Chijindu Ujah, Jona Efoloko, Richard Kilty, Romell Glave                                         | 39"60 |      |

#### Batteria 2
| Posizione | Corsia | Nazione     | Atleti                                                                     | Tempo | Note |
| --------- | ------ | ----------- | -------------------------------------------------------------------------- | ----- | ---- |
| 1         | 9      | Paesi Bassi | Elvis Afrifa, Taymir Burnet, Xavi Mo-Ajok, Nsikak Ekpo                     | 38"34 | Q    |
| 2         | 5      | Italia      | Roberto Rigali, Matteo Melluzzo, Lorenzo Patta, Lorenzo Simonelli          | 38"40 | Q    |
| 3         | 8      | Francia     | Antoine Thoraval, Jeff Erius, Ryan Zézé, Aymeric Priam                     | 38"43 | Q    |
| 4         | 3      | Spagna      | Ricardo Sánchez, Abel Alejandro Jordan, Juan Carlos Castillo, Sergio López | 39"21 |      |
| 5         | 7      | Rep. Ceca   | Zdeněk Stromšík, Jan Veleba, Jan Jirka, Ondřej Macík                       | 39"22 |      |
| 6         | 6      | Portogallo  | Carlos Nascimento, André Prazeres, Delvis Santos, Gabriel Maia             | 39"26 |      |
| 7         | 2      | Turchia     | Kayhan Özer, Oğuz Uyar, Batuhan Altıntaş, Mustafa Kemal Ay                 | 39"57 |      |
| 8         | 4      | Slovenia    | Jernej Gumilar, Matevž Šuštaršič, Andrej Skočir, Anej Čurin Prapotnik      | dnf   |      |

### Finale
La finale si è svolta alle ore 22:50 del 12 giugno.
| Posizione | Corsia | Nazione     | Atleti                                                                                           | Tempo | Note |
| --------- | ------ | ----------- | ------------------------------------------------------------------------------------------------ | ----- | ---- |
| Oro       | 8      | Italia      | Matteo Melluzzo, Marcell Jacobs, Lorenzo Patta, Filippo Tortu                                    | 37"82 |      |
| Argento   | 7      | Paesi Bassi | Elvis Afrifa, Taymir Burnet, Xavi Mo-Ajok, Nsikak Ekpo                                           | 38"46 |      |
| Bronzo    | 5      | Germania    | Kevin Kranz, Owen Ansah, Deniz Almas, Lucas Ansah-Peprah                                         | 38"52 |      |
| 4         | 6      | Belgio      | Kobe Vleminckx, Ward Merckx, Antoine Snyders, Simon Verherstraeten                               | 38"65 |      |
| 5         | 3      | Svizzera    | Pascal Mancini, William Reais, Bradley Lestrade, Timothé Mumenthaler                             | 38"68 |      |
| 6         | 2      | Danimarca   | Simon Hansen, Emil Mader Kjær, Jacob Hvorup, Frederik Schou-Nielsen                              | 39.21 |      |
| 7         | 9      | Grecia      | Vasileios Myrianthopoulos, Nikolaos Panagiotopoulos, Sotirios Gkaragkanis, Ioannis Nyfantopoulos | 39"39 |      |
|           | 4      | Polonia     | Łukasz Żok, Marek Zakrzewski, Łukasz Żak, Dominik Kopeć                                          | dnf   |      |